# Into the Groove
Into the Groove là một bài hát của nghệ sĩ thu âm người Mỹ Madonna được sử dụng cho bộ phim năm 1985 Desperately Seeking Susan mà cô tham gia thủ vai chính. Sau đó, bài hát còn xuất hiện trong phiên bản tái phát hành ở thị trường quốc tế cho album phòng thu thứ hai của cô, Like a Virgin (1984). Nó được phát hành như là đĩa đơn thứ tư trích từ album vào ngày 23 tháng 7 năm 1985 bởi Sire Records và Warner Bros. Records. "Into the Groove" được đồng viết lời và sản xuất bởi Madonna và Stephen Bray, cộng tác viên quen thuộc trong khoảng thời gian đầu sự nghiệp của cô. Nó được lấy cảm hứng từ hình ảnh những sàn nhảy bởi nữ ca sĩ, và cô đã viết bài hát sau khi quan sát thấy một người đàn ông Puerto Rico đẹp trai thông qua ban công nhà cô. Ban đầu được sáng tác cho người bạn Mark Kamins thể hiện, Madonna sau đó đã quyết định sử dụng nó cho Desperantly Seeking Susan, mặc dù bài hát đã không xuất hiện trong album nhạc phim của bộ phim.
"Into the Groove" là một bản dance-pop mang nội dung đề cập đến lời mời tham gia khiêu vũ của một cô gái, bên cạnh một số ẩn ý liên quan đến tình dục. Sau khi phát hành, nó nhận được đánh giá tích cực từ các nhà phê bình âm nhạc, trong đó họ đánh giá cao giai điệu hấp dẫn và thích hợp với những câu lạc bộ, cũng như quá trình sản xuất nó. Bài hát cũng gặt hái những thành công ngoài sức tưởng tượng về mặt thương mại, đứng đầu các bảng xếp hạng ở Úc, Bỉ, Ireland, Ý, Nhật Bản, Hà Lan, New Zealand, Tây Ban Nha và là tác phẩm đạt vị trí số một đầu tiên của cô ở Vương quốc Anh, đồng thời lọt vào top 10 ở tất cả những quốc gia nó xuất hiện, bao gồm vươn đến top 5 ở những thị trường lớn như Pháp, Đức, Na Uy, Thụy Điển và Thụy Sĩ. Tại Hoa Kỳ, "Into the Groove" chỉ xuất hiện dưới dạng mặt B của đĩa đơn "Angel" phiên bản đĩa 12", do đó không đủ điều kiện để lọt vào bảng xếp hạng Billboard Hot 100 theo quy định lúc bấy giờ.
Video ca nhạc cho "Into the Groove" được thực hiện bởi đạo diễn của Desperantly Seeking Susan Susan Seidelman, trong đó bao gồm một số hình ảnh từ bộ phim, đã được phát hành để quảng bá bài hát. Ngoài ra, nó còn được Madonna trình diễn trong nhiều chuyến lưu diễn trong sự nghiệp của cô. Kể từ khi phát hành, "Into the Groove" đã được hát lại và sử dụng làm nhạc mẫu bởi một số nghệ sĩ, bao gồm Depeche Mode, Dannii Minogue, Adam Lambert và dàn diễn viên của Glee, đồng thời xuất hiện trong nhiều album tuyển tập của nữ ca sĩ, bao gồm The Immaculate Collection (1990) và Celebration (2009). Nó còn vinh dự được Billboard bình chọn là "Đĩa đơn Dance của thập niên 1980". Năm 2003, một phiên bản phối lại của bài hát mang tên "Into the Hollywood Groove", đã được phát hành cho quảng cáo của Gap và xuất hiện trong album phối lại của Madonna Remixed & Revisited (2003), với sự tham gia góp giọng của Missy Elliott.

## Danh sách bài hát
| - Đĩa 7" tại Anh quốc 1. "Into the Groove" – 4:44 2. "Shoo-Bee-Doo" – 5:16 - Đĩa 7" tại Nhât 1. "Into the Groove" – 4:44 2. "Physical Attraction" (chỉnh sửa) – 3:55 - Đĩa 12" tại Anh quốc 1. "Into the Groove" – 4:44 2. "Everybody" – 4:52 3. "Shoo-Bee-Doo" – 5:16 | - Đĩa 12" quảng cáo You Can Dance (1987) 1. "Into the Groove" (remix mở rộng) – 8:31 2. "Into the Groove" (Dub phối lại) – 6:22 3. "Everybody" (remix mở rộng) – 7:06 - Đĩa CD/CD 3" tại Đức (1989) 1. "Into the Groove" – 4:44 2. "Who's that Girl" (phối lại mở rộng) – 6:29 3. "Causing a Commotion" (Silver Screen phối) – 6:39 |

## Thành phần thực hiện
Thành phần thực hiện được trích từ ghi chú của Like a Virgin (tái bản 1985), Sire Records.
- Madonna – giọng hát, viết lời, sản xuất
- Stephen Bray – viết lời, sản xuất
- Shep Pettibone – phối khí, hỗ trợ sản xuất, biên tập âm thanh
- Andy Wallace – kỹ sư phối lại
- The Latin Rascals – biên tập âm thanh
- Herb Ritts – nhiếp ảnh

## Xếp hạng
| Bảng xếp hạng (1985)                     | Vị trí cao nhất |
| ---------------------------------------- | --------------- |
| Úc (Kent Music Report) với "Angel"       | 1               |
| Áo (Ö3 Austria Top 40)                   | 6               |
| Bỉ (Ultratop 50 Flanders)                | 1               |
| Châu Âu (European Hot 100 Singles)       | 2               |
| Pháp (SNEP)                              | 2               |
| Đức (Official German Charts)             | 3               |
| Ireland (IRMA)                           | 1               |
| Ý (FIMI)                                 | 1               |
| Nhật Bản Quốc tế (Oricon)                | 1               |
| Hà Lan (Dutch Top 40)                    | 1               |
| Hà Lan (Single Top 100)                  | 1               |
| New Zealand (Recorded Music NZ)          | 1               |
| Na Uy (VG-lista)                         | 4               |
| Tây Ban Nha (PROMUSICAE)                 | 1               |
| Thụy Điển (Sverigetopplistan)            | 3               |
| Thụy Sĩ (Schweizer Hitparade)            | 2               |
| Anh Quốc (OCC)                           | 1               |
| Hoa Kỳ Dance Club Songs (Billboard)      | 1               |
| Hoa Kỳ Hot R&B/Hip-Hop Songs (Billboard) | 19              |

| Bảng xếp hạng (1985)                      | Vị trí |
| ----------------------------------------- | ------ |
| Australia (Kent Music Report) với "Angel" | 2      |
| Belgium (Ultratop 50 Flanders)            | 6      |
| Europe (European Hot 100 Singles)         | 7      |
| France (SNEP)                             | 26     |
| Germany (Official German Charts)          | 21     |
| Italy (FIMI)                              | 2      |
| Netherlands (Dutch Top 40)                | 4      |
| Netherlands (Single Top 100)              | 8      |
| New Zealand (Recorded Music NZ)           | 4      |
| UK Singles (Official Charts Company)      | 3      |
| US Hot Dance Club Songs (Billboard)       | 12     |

| Bảng xếp hạng (1980-89)              | Vị trí |
| ------------------------------------ | ------ |
| Australia (Kent Music Report)        | 31     |
| Netherlands (Dutch Top 40)           | 15     |
| UK Singles (Official Charts Company) | 31     |

## Chứng nhận
| Quốc gia                                                                           | Chứng nhận | Số đơn vị/doanh số chứng nhận |
| ---------------------------------------------------------------------------------- | ---------- | ----------------------------- |
| Pháp (SNEP)                                                                        | Vàng       | 533,000                       |
| Nhật Bản (RIAJ)                                                                    | —          | 152,440                       |
| Ý (FIMI)                                                                           | Vàng       | 300.000Morton 2002, tr. 168   |
| New Zealand (RMNZ)                                                                 | Vàng       | 10.000*                       |
| Anh Quốc (BPI)                                                                     | Vàng       | 957,000                       |
| Hoa Kỳ (RIAA)                                                                      | Vàng       | 1.000.000^                    |
| * Chứng nhận dựa theo doanh số tiêu thụ. ^ Chứng nhận dựa theo doanh số nhập hàng. |            |                               |